# Музей-кімната Івана Марчука
Музей-кімната Івана Марчука - перший і єдиний у світі музей лауреата Національної премії України ім. Шевченка, народного художника України Івана Марчука.

## Історія створення
Музей  знаменитого художника створений на базі рідної школи у  Москалівці . Приміщення музею було облаштоване зусиллями адміністрації школи, технічних працівників, батьківського комітету у невеличкій підсобній кімнаті. Матеріально допомогла місцева громада і сам художник. Помітно допомагали вчителі, учні, жителі села, які зібрали унікальні матеріали і світлини про життя видатного односельчанина. 
Іван Марчук також подарував організаторам музею деякі особисті речі. Таким чином були створені перші експозиції. Музей розпочав роботу 20 квітня 2010 року, а 2013 року відкрили ще одну кімнату.
Митець неохоче продає свої картини і мріє, що колись зможе їх виставити у великому музеї під одним дахом. Проте для школи у рідній Москалівці завжди дарує картини. Їх вже зараз близько 60. 
Директоркою музею є вчителька української мови і літератури Галина Поплавська.
Екскурсоводами музею є учні школи. На базі закладу проводяться заходи районного та обласного рівнів. Музей постійно запрошує відвідувачів прийти та доторкнутись до неповторної техніки митця. Поступово експонатів стає все більше (зараз їх уже більше трьох сотень), тому у 2013 році було відкрито ще одну кімнату і дещо змінено планування музею: у першій кімнаті  тепер представлено матеріали переважно  про життя митця, а в другій - картини художника.

## Музейні матеріали
Колекція музею ділиться на основний та допоміжний фонди.
Основний фонд музею складають: оригінали картин, фотографій, листи, марки. На стінах – картини-оригінали, зібрано особисті речі, каталоги та публікації.
Допоміжний фонд – це точні копії і репродукції картин, фото, ксерокопії письмових і друкованих матеріалів, таблиці, схеми, тематичні малюнки і т.д., виготовлені учнями, педагогами, батьками тощо. 
Облік музейних матеріалів ведеться в інвентарній книзі. Одночасно із записом у інвентарній книзі проводиться шифровка музейного експонату. 
У музеї оформлено такі експозиції: «В отчому гнізді», «Тернистими шляхами», «На піку слави», які висвітлюють життєвий та творчий шлях художника.  

## Значення музею
Музей є місцем проведення різних бесід, зустрічей, гурткових занять, учнівських зборів, районних семінарів, заочних екскурсій і мандрівок у період підготовки і проведення різних свят. 
Діти майже зі всіх шкіл району приїжджають  на екскурсії і залишають захоплені відгуки . 
Картини, що зберігаються в музеї мають значну духовну цінність. Вони сприяють духовному розвитку молодого покоління, викликаючи різноманітні емоції у школярів, музей одночасно створює основу для виховного впливу, адже пізнання через емоції — найефективніший шлях у вихованні переконань, моральних цінностей і норм, естетичних ідеалів. 
Дивовижні картини Івана Марчука вражають і не залишають байдужим всіх, хто їх бачив. Жителі Москалівки пишаються своїм знаменитим земляком і завжди радіють, коли він приїздить до них у гості.